# 브리트니의 일상탈출
《브리트니의 일상탈출》(영어: Stuck in the Suburbs)은 2004년 공개된 미국의 코미디 텔레비전 영화이다. 2004년 7월 16일 디즈니 채널에서 디즈니 채널 오리지널 영화로 첫 방영되었다.

## 줄거리
교외에서의 삶을 지루해하는 평범한 소녀 브리트니는 팝 스타 조던 케이힐에게 열광한다. 어느 날 브리트니는 우연히 조던과 서로 휴대폰이 바뀌게 되고, 이를 계기로 최근 전학 온 새 친구 너태샤와 함께 조던의 삶에 장난을 치기 시작한다.
브리트니와 너태샤는 조던의 미용사에게 전화를 걸어 조던의 머리를 극단적으로 바꾸고, 의상도 전부 교체해 버린다. 이 과정에서 브리트니는 조던이 음반사의 압박 때문에 자신이 원하는 삶을 살지 못하고 있다는 것을 알게 된다. 조던은 처음에는 당황하지만, 점차 변화를 즐기며 자신의 진정한 모습을 찾으려 한다.
브리트니와 너태샤는 조던의 조수 에디에게 조던이 지역의 표지물 수호 집회에서 공연할 수 있게 달라고 부탁한다. 에디의 설명으로 최근 벌어진 상황의 진실을 알게 된 조던은 소녀들과 만나고, 휴대폰을 추적한 음반사로부터 함께 도망친다. 브리트니의 도움으로 조던은 자신이 직접 쓴 노래 가사를 많은 사람들에게 전파한 뒤 집회로 향한다. 에디는 조던을 막으려 하지만, 결국 조던을 지지한다. 조던은 집회에서 멋진 공연을 펼치고, 그 결과 표지물은 보존된다.
그 이후로도 브리트니와 조던은 꾸준히 연락을 주고받는다. 조던은 브리트니에게 뉴욕으로 올 것을 제안하지만, 브리트니는 교외 생활도 흥미진진하다며 이를 거절한다.

## 출연진
- 태런 킬럼 - 조던 케이힐 역
- 대니엘 패너베이커 - 브리트니 에런스 역
- 브렌다 송 - 너태샤 권슈워츠 역
- 라이언 벨빌 - 에디 역
- 커스틴 넬슨 - 수전 에런스 역
- 토드 스태슈윅 - 렌 역
- 제니 갈런드 - 올리비아 후퍼 역
- 시시 헤지페스 - 애슐리 사이먼 역
- 어맨다 쇼 - 케일리 홀랜드 역
- 코리 잉글리시 - 제시 에런스 역
- 릭 라이츠 - 데이비드 에런스 역
- 패트릭 스토그너 - 쿠퍼 에런스 역
- 라라 그라이스 - 극성 엄마 역: 올리비아 엄마.
- 드루 실리 - 데이비드 역: 호텔 접수 담당 직원.

## 우리말 녹음
EBS 성우진
- 배정미 - 브리트니 (대니엘 패너베이커)
- 정미숙 - 너태샤 (브렌다 송)
- 엄상현 - 조던 (태런 킬럼) / 쿠퍼 (패트릭 스토그너)
- 전태열 - 에디 (라이언 벨빌)
- 하성용 - 렌 (토드 스태슈윅)
- 이소영 - 올리비아 (제니 갈런드)
- 이주희 - 애슐리 (시시 헤지페스)
- 이기호 - 매니저 (칩 케리)
- 정미라 - 케일리 (어맨다 쇼)
- 오병조 - 오디오 감독
- 전해리 - 제시 (코리 잉글리시)